# Gestion de l'assurance et de la réassurance des risques attentats et actes de terrorisme
Gestion de l'assurance et de la réassurance des risques attentats et actes de terrorisme (GAREAT) est un groupement d'intérêt économique (GIE) français.
Le dispositif homologue américain opérationnel de 2002 à 2005 fut le Terrorism Risk Insurance Act (TRIA), et le Pool Re au Royaume-Uni.

## Objectif
Le groupement a pour objet d’établir et de gérer pour compte commun de ses membres les conventions de coréassurance et les traités de réassurance destinés à la couverture des dommages consécutifs à des attentats et actes de terrorisme.
La notion d'acte de terrorisme ou d'attentat s'entend de la définition du Code pénal français et les textes pris en leur application.
Les contrats d'assurances dommages concernées sont définies dans des Conventions de coréassurance et leurs annexes, et visent notamment les contrats d'assurances dommages souscrits par :
- les entreprises industrielles ou commerciales,
- les propriétaires ou gestionnaires de grands ensembles immobiliers et les collectivités locales,

Par exemple, le Bureau commun d’assurances collectives (BCAC) a évalué les risques financiers liés à différents scénarios d'attaque terroriste : 25 millions d'euros pour un crash d'Airbus sur le Mont Sainte-Odile, 200 millions d'euros pour un crash d'avions sur le Stade de France lors d'un match du Tournoi des Six Nations, 40 millions d'euros pour une attaque biochimique sur une ville moyenne (150.000 habitants).

## Fonctionnement
Ce pool d’assureurs et de réassureurs (70 sociétés dont la participation est obligatoire) est garanti de manière illimitée par l'État. Il existe 4 niveaux de pertes, pour les trois premiers niveaux les assureurs et réassureurs indemnisent seuls, pour le dernier l’État offre une garantie illimitée via la Caisse Centrale de Réassurance.

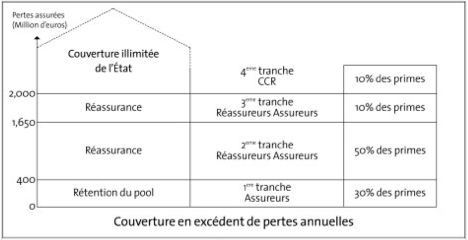
Couverture en excédent de pertes annuelles

## Historique

### Avant 2001
En France, l’assurance terrorisme était une exclusion des polices dommages pour les entreprises mais du fait d’un nombre particulièrement important d’attentats en France dans les années 1980, la loi du 9 septembre 1986 a imposé aux assureurs l’obligation d’intégrer les actes de terrorisme. La loi du 9 septembre 1986 sur l'indemnisation des dommages résultant d'actes de terrorisme oblige les assureurs à prendre en charge les coûts financiers « les contrats [...] ne peuvent exclure [...] les dommages résultant d'actes de terrorisme. Toute clause contraire est réputée non écrite ».
En 1990, l'État français crée le Fonds (public) de garantie des victimes des actes de terrorisme et d’autres infractions (FGTI) pour couvrir les dommages corporels de toute personne victime d'une attaque terroriste sur le sol français, et de personnes françaises victimes d'actes terroristes à l'étranger. 

### Après 2001
C'est à la suite des attentats du 11 septembre 2001 que la nécessité de mettre en place de nouveaux dispositifs destinés à la couverture des grands risques apparaît. Les dommages liés à ces attentats ont concerné de nombreuses métiers des compagnies d'assurances : destruction des tours, assurance-décès de milliers de travailleurs (CSP+++), responsabilité civile des compagnies aériennes, suspension de la bourse nationale et de nombreuses activités commerciales. Les compagnies d'assurances Berk Hath, Lloyd’s et Swiss Re enregistrent les plus fortes pertes qui atteignent 2,4 milliards de dollars. Au total, les dommages liés aux attentats ont coûté 40 milliards aux sociétés de réssurance. Dès le début de l'année 2002, 45 États américains autorisent l'exclusion du risque terroriste des contrats d'assurance, et aucun nouveau plan commercial pour le risque terroriste n'est défini un an après les évènements.
Les pertes enregistrées pour les assureurs et réassureurs, ces derniers ayant alors en grande partie leurs portefeuilles sur les marchés financiers, la chute des cours leur faisant perdre en parallèle beaucoup de liquidités. Cette situation provoque un soudain bond des primes d’assurance aux États-Unis. L’exemple le plus frappant concerna la prime d’assurance de l’aéroport de Chicago. La prime annuelle en 2011 pour une couverture de 750 millions est passée de 125 000 dollars de prime à 6,9 millions de dollars pour une couverture de 150 millions de dollars.
La situation française apparait encore plus problématique qu’aux États-Unis, la loi depuis 1986 imposant la couverture du terrorisme dans les polices dommage. Après le 11 septembre, les assureurs ne veulent plus couvrir seuls certains actes de grand terrorisme. L'explosion de l'usine AZF de Toulouse alimente les psychoses d'attentats en France. Les assureurs annoncent qu’ils ne renouvelleront pas au-delà de décembre 2001 des polices qu’ils jugent trop risquées. La menace plane donc sur un risque terroriste et un risque dommage sans assurance. Le pool GAREAT (gestion de l’assurance et de la réassurance des risques attentats et actes terroristes) est mis en place par le décret du 28 décembre 2001. Ce pool garantit que l'État couvrira les dommages liés a des actes de terrorisme pour tout contrat assuré à au moins 6 millions d'euros (sauf attaques nucléaires, risques de guerre, émeutes, mouvements populaires, malveillance, sabotage). En cas de dommages financiers extrêmement élevés, l'État français peut s'appuyer sur la Caisse centrale de réassurance (CCR) pour débloquer des sommes virtuellement illimitées.
À sa création, en cas de manque de fonds du GAREAT, le gouvernement s'engage à couvrir au moins 1,5 milliards d'euros supplémentaires par an. Dans sa première année d'opération, le fonds récolte 190 millions en primes versées, dont 10% ont été directement reversées à la CCR.